# Gauchin-Verloingt
Gauchin-Verloingt is een gemeente in het Franse departement Pas-de-Calais (regio Hauts-de-France) en telt 825 inwoners (1999). De plaats maakt deel uit van het arrondissement Arras.

## Geografie
De oppervlakte van Gauchin-Verloingt bedraagt 5,9 km², de bevolkingsdichtheid is 139,8 inwoners per km².
De onderstaande kaart toont de ligging van Gauchin-Verloingt met de belangrijkste infrastructuur en aangrenzende gemeenten.

## Demografie
Onderstaande figuur toont het verloop van het inwonertal (bron: INSEE-tellingen).